# Cilly Aussem
Cäcilia Edith „Cilly“ Aussem, ab 1936 Gräfin Cäcilia Edith Murari Dalla Corte Brà (* 4. Januar 1909 in Köln; † 22. März 1963 in Portofino, Italien) war eine deutsche Tennisspielerin. Sie gewann 1931 als erste Deutsche den Titel von Wimbledon und im selben Jahr auch die French Open. Während ihrer bis 1935 andauernden, mehrmals durch Krankheiten unterbrochenen Karriere war Aussem darüber hinaus bei zahlreichen internationalen Turnieren erfolgreich, darunter dreimal bei den Internationalen Tennismeisterschaften von Deutschland in Hamburg. Auf der von Arthur Wallis Myers erstellten Weltrangliste wurde sie 1930 und 1931 auf dem zweiten Platz geführt.

## Leben

### Frühe Jahre
Aussem wurde 1909 in eine vermögende Kölner Kaufmannsfamilie geboren. Ihr Vater Johann „Jean“ Aussem hatte es als Generalvertreter der französischen Käsefirma Gervais in Deutschland zu Wohlstand gebracht. 1916 wurde Cilly in die Ursulinenschule in Köln eingeschult. Anschließend besuchte sie von 1918 bis 1923 ein Internat in Montreux am Genfersee.
Nach ihrer Rückkehr aus der Schweiz kam Aussem auf Betreiben ihrer ehrgeizigen und dominanten Mutter Ursula Franziska „Helen“ Wiesbaum, die ein engagiertes Mitglied des KTHC Stadion Rot-Weiss war, mit dem Tennis in Kontakt. Aussem schilderte ihre Anfänge im Tennis später so: „Im Sommer 1923 schleppte mich meine Mutter zum Rot-Weiß Klub meiner Heimatstadt Köln, wo sie unter der Fuchtel von Roman Najuch morgens zur Gymnastik den Schläger schwang.“ Bereits nach wenigen Wochen meldete sie sich im Herbst zu ihrem ersten Turnier an und schlug die favorisierte Ruth Zweiffel, die bei den deutschen Jugendmeisterschaften zuvor den zweiten Platz belegt hatte. Aussem wurde in ihren ersten Jahren neben Najuch auch von Willi Hannemann trainiert. 1924 trat sie in Meran zu ihrem ersten Auslandsturnier an. Im Jahr darauf gewann sie mit einem Sieg im Finale über ihre Klubkameradin und Freundin Irmgard Rost (1909–1990) die deutschen Meisterschaften der Juniorinnen.

### Aufstieg zur Spitzenspielerin (1926–1929)

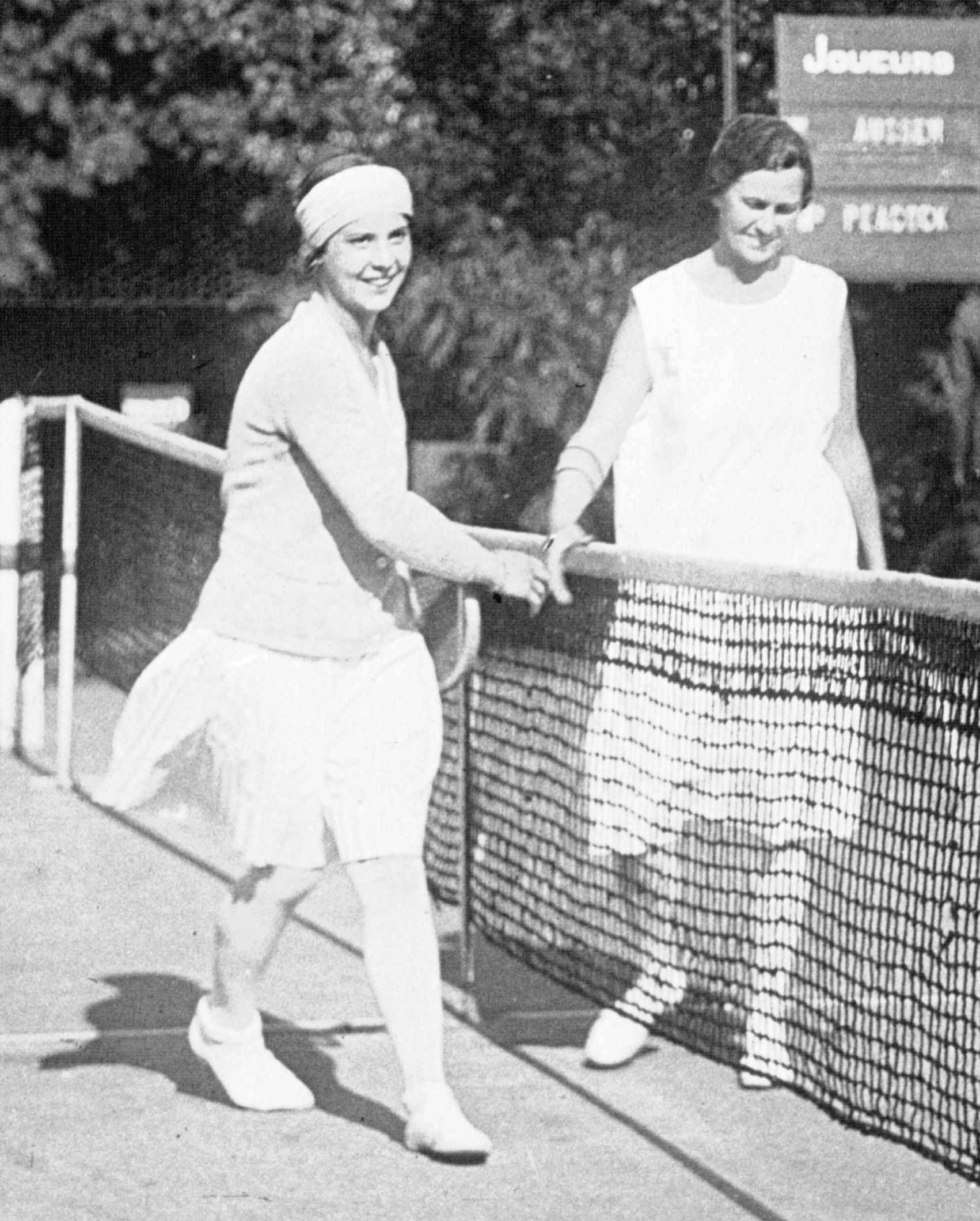
Aussem (li.), mit Irene Peacock, im Viertelfinale der French Open 1927

1926 gelang Aussem ein Turniersieg in Montreux, wobei sie die Französin Germaine Golding, dreifache Finalistin bei den French Open, schlagen konnte. Im August gewann sie im Mixed mit Hans Moldenhauer bei den deutschen Meisterschaften in Hamburg den Titel.
Im Frühjahr 1927 nahm Aussem zum ersten Mal an den Turnieren an der Riviera teil. In Nizza wurde sie im Halbfinale von der Spanierin Lilí Álvarez gestoppt. Bei ihrem ersten Auftritt bei den French Open gelangen ihr Achtungserfolge über die Französinnen Helene Contostavlos und Simonne Mathieu, bevor sie im Viertelfinale gegen Irene Peacock aus Südafrika in drei Sätzen ausschied. In Wimbledon musste sie sich bereits in der ersten Runde der Britin Betty Nuthall mit 3:6 und 4:6 geschlagen geben. Bei den deutschen Meisterschaften in Hamburg errang sie zum ersten Mal den Titel, ohne dabei einen Satz abzugeben. Im Finale schlug sie dort Ilse Friedleben mit 6:3 und 6:3. Im September gewann sie mit einem Finalsieg über Lilí Álvarez in Le Tourquet einen weiteren Titel.
Das Jahr 1928 begann für Aussem mit einer Reihe unerwarteter Niederlagen. Obwohl sie in der Presse für Monte Carlo nach einer Absage von Álvarez bereits als Favoritin gehandelt wurde, verlor sie dort früh gegen die Außenseiterin Dallas Corbiere aus den USA. In Cannes erreichte sie das Finale, in dem sie jedoch gegen Elizabeth Ryan mit 2:6 und 0:6 chancenlos blieb. In der einheimischen Presse wurde Aussem daraufhin scharf kritisiert. Die Frankfurter Zeitung vermutete einen „Mangel an Training“ und konstatierte weiter, dass „die Achtzehnjährige, durch den Übereifer ihrer Umgebung unruhig geworden, vielleicht auch etwas übertrainiert, die unumgänglich nötigen Nerven verlor, die ihre technisch keineswegs besseren englischen und amerikanischen Gegnerinnen besaßen.“
Anschließend erholte sich Aussem von ihrem Formtief und errang Turniersiege in Biarritz und Montreux. Bei den French Open 1928 traf sie in der zweiten Runde auf die damals beste Spielerin der Welt, die Amerikanerin Helen Wills, und musste erwartungsgemäß eine klare Niederlage hinnehmen. Ein Finaleinzug gelang ihr wenig später bei den holländischen Meisterschaften in Scheveningen, bei dem sie sich gegen Cornelia Bouman jedoch nicht durchsetzen konnte. Nachdem sie in Wimbledon in der dritten Runde gegen Lili Álvarez ausgeschieden war, kehrte sie zu einem internationalen Turnier in ihre Heimatstadt Köln zurück. Dort erlitt sie im Finale gegen Toni Richter-Weihermann, einer Schwester von Ilse Friedleben, bei sengender Hitze im zweiten Satz einen Hitzschlag, der sie zur Aufgabe zwang. Kurz darauf konnte sie sich revanchieren und gewann gegen Richter-Weihermann im Finale von Bad Kreuznach. In Hamburg konnte sie ihren deutschen Meistertitel nicht verteidigen und verlor das Finale gegen die Australierin Daphne Akhurst.
Bei einem kleineren Turnier auf den Plätzen des Hamburger Vereins Vor dem Dammtor kam es im August 1928 zu einem Zwischenfall. Als Aussem in einem Spiel gegen die deutlich schlechter eingeschätzte Paula von Reznicek in Rückstand geriet, beschuldigte Aussems Mutter Helen deren Kontrahentin, Cilly hypnotisiert zu haben. In der Folge kam es zu Handgreiflichkeiten zwischen von Reznicek und Aussems Mutter, bei denen Helen Aussem leicht verletzt wurde. Die beiden Frauen zeigten sich daraufhin gegenseitig an, Helen Aussem aufgrund von Körperverletzung und von Reznicek wegen „Diffamierung“. In einem Brief an den Präsidenten des DTB, Gerhard Weber, wiederholte Helen Aussem ihre Vorwürfe und forderte ihn auf, etwas gegen das vermeintliche Hypnotisieren zu unternehmen. Ein paar Wochen später zogen beide unter Vermittlung des DTB-Vorstands ihre Anzeigen zurück und äußerten ihr Bedauern über den Vorfall.
Für den Rest des Jahres 1928 nahm Aussem an keinem Turnier mehr teil. Sie begab sich nach München und ließ dort ihr Augenleiden behandeln, das sich jedoch im Laufe ihres Lebens weiter verschlechterte. Am Ende des Jahres wurde sie in der deutschen Rangliste auf dem ersten Platz gesetzt. Der englische Journalist Arthur Wallis Myers nahm Aussem erstmals in seine Weltrangliste auf und setzte sie auf Position sieben.
Im Frühjahr 1929 kam Aussem in Monte Carlo und in Nizza jeweils bis ins Halbfinale. In Menton drang sie sogar bis ins Finale vor, in dem sie Phyllis Covell in zwei Sätzen unterlag. Bei den French Open erreichte sie das Halbfinale, in dem sie sich in einem engen Match der Französin Simonne Mathieu mit 6:8, 6:2 und 2:6 geschlagen geben musste. Nachdem sie in Wimbledon im Achtelfinale gegen Joan Ridley ausgeschieden war, musste sie erneut aufgrund gesundheitlicher Probleme die Saison frühzeitig beenden.

### An der Weltspitze (1930–31)
Anfang 1930 traf Aussem in Südfrankreich die amerikanische Tennislegende Bill Tilden, der sie anschließend auch trainierte. Durch das Training mit Tilden konnte Aussem ihre Stärken – eine harte Vorhand und ihre hervorragende Beinarbeit – noch weiter verbessern. Außerdem gelang es Tilden Aussem, die bis dahin Niederlagen nur schwer verkraften konnte und nicht selten auf dem Platz in Tränen ausbrach, psychisch zu stabilisieren.
Das Training mit Tilden trug schnell Früchte. Im Frühjahr gewann Aussem insgesamt vier Einzeltitel, darunter die südfranzösischen Meisterschaften in Nizza und das Turnier von Monte Carlo, und deklassierte ihre Gegnerinnen reihenweise. Daneben war sie zehnmal im Doppel und im Mixed mit ihrem Trainer Tilden erfolgreich. Die Berliner Zeitung schrieb: „Nach Helen Wills ist Cilly Aussem derzeit die stärkste Spielerin der Welt und sogar in ihrer jetzigen Verfassung für Miss ‚Pokerface‘ [Helen Wills] eine Gefahr, die nicht zu unterschätzen ist.“ Vor den French Open gewann Aussem in Wien im Einzel, Doppel und auch im Mixed. In Paris drang sie ohne Schwierigkeiten ins Halbfinale vor, blieb dort allerdings gegen Helen Wills chancenlos und unterlag mit 1:6 und 0:6. Im Mixedwettbewerb gewann sie dagegen an der Seite von Tilden ihren ersten Titel bei einem Grand-Slam-Turnier.
In Wimbledon schlug sie im Viertelfinale die damalige Nummer zwei der Welt, die Amerikanerin Helen Jacobs, und „überrannte“ dabei ihre Gegnerin. Das Halbfinale gegen die fast 17 Jahre ältere Elizabeth Ryan verlief über weite Zeit ausgeglichen, bis Aussem beim Stand von 4:4 im dritten Satz stürzte und sich am Knöchel verletzte. Sie versuchte zunächst dennoch, weiterzuspielen, musste nach einem Schwächeanfall allerdings vom Platz getragen werden. Nach einer kurzen Verletzungspause stand sie wieder bei den deutschen Meisterschaften in Hamburg auf dem Platz und konnte dort zum zweiten Mal den Titel gewinnen. Am Ende des Jahres 1930 wurde Aussem auf Platz zwei der Weltrangliste geführt.
Ihr erfolgreichstes Jahr – 1931 – begann für Aussem bereits vielversprechend. In Monte Carlo zog sie ins Finale ein, bevor sie in Menton und in Cannes die ersten Turniersiege des Jahres für sich verbuchen konnte. In Wien verteidigte sie den Titel und schlug im Finale Irmgard Rost. Wenig später gewann sie den Einzeltitel bei den französischen Meisterschaften, im Finale schlug sie die Britin Betty Nuthall, Weltranglisten-Fünfte, mit 8:6 und 6:1.
In London gelang Aussem anschließend der größte Erfolg ihrer Karriere, der allerdings durch die verletzungsbedingte Abwesenheit der in dieser Ära absolut dominierenden Helen Wills (nach Heirat Helen Wills Moody) begünstigt wurde. Die auf den ersten Platz gesetzte Aussem hatte in den ersten beiden Runden unbedeutende Gegnerinnen. Im Viertelfinale leistete die Schweizerin Lolette Payot einen gewissen Widerstand, verlor aber nach drei Sätzen. Im Halbfinale musste sie, diesmal gegen die drittgesetzte Simonne Mathieu, erneut über drei Sätze gehen, kam aber als solches ohne große Schwierigkeiten ins Finale, wenngleich das Glück ihr hier in mehreren Fällen mehr zur Seite stand als der 23-jährigen Französin. Die andere Finalteilnehmerin war die viertgesetzte Essenerin Hilde Krahwinkel, deren Halbfinale gegen die Kalifornierin Helen Jacobs ebenfalls über drei Sätzen ging.
Das Endspiel der ersten deutschen Wimbledonfinalistinnen fand bei den Kritikern wenig Anklang. Ein weit verbreiteter Agenturbericht sprach von „One of the dullest finals ever seen in Wimbledon“ und die Times meinte „The match was very poor for a final at Wimbledon …“. Möglicherweise lag das daran, dass Krahwinkel die Nacht vorher wegen Nervosität schlaflos blieb, oder weil sie sich im vorangegangenen Match Blasen an den Füßen zuzog. Über lange Strecken gab es schier endloses Grundlinienspiel zu sehen mit dem Aussem Krahwinkel hin- und herlaufen ließ. Aussem genügten zwei Sätze – 6:2 und 7:5 – zum großen Karrierehöhepunkt. „Cilly, ganz Köln gratuliert zum großen Sieg. Ihre Heimatstadt ist stolz auf Sie.“ stand im Telegramm, das ihr der damalige Oberbürgermeister von Köln, Konrad Adenauer, sandte. Bei ihrer Rückkehr nach Köln wurde Aussem ein triumphaler Empfang bereitet.
Wenig später gewann Aussem noch die schlesischen Meisterschaften in Breslau und verteidigte ihren Titel als deutsche Meisterin in Hamburg, bevor sie sich gemeinsam mit Irmgard Rost auf eine Tour durch Südamerika aufmachte. Im November gewann sie in Buenos Aires die Meisterschaften von Argentinien. Im chilenischen Viña del Mar stand Aussem im Endspiel, musste sich diesmal allerdings Rost geschlagen geben. Während der Reise verschleppte Aussem eine Blinddarmentzündung, die sie erst nach der Rückkehr nach Deutschland operieren ließ und sie zu einer langen Turnierpause zwang.

### Letzte Jahre als Aktive (1932–35)
Die Südamerikareise markierte einen Wendepunkt in Aussems Karriere. In den folgenden Jahren konnte sie nicht mehr an ihre vorherigen Spitzenleistungen anknüpfen, musste häufig wegen gesundheitlicher Probleme pausieren und trat immer seltener bei Turnieren an, zudem meist nur in der Doppel- oder Mixedkonkurrenz. Gegen Weltklasse-Spielerinnen konnte sie sich kaum mehr durchsetzen.
Bei den French Open 1932 kam sie ins Achtelfinale, in dem sie jedoch gegen Betty Nuthall aufgeben musste. In Wimbledon trat sie aufgrund ihres schlechten Gesundheitszustands nur im Doppel und im Mixed an. Nach dem Turnier von Breslau beendete sie bereits im Sommer die Saison und wurde deshalb weder in der nationalen noch in der Weltrangliste geführt.
Zum 1. Mai 1933 trat sie der NSDAP bei (Mitgliedsnummer 3.526.491), die Mitgliedschaft erlosch durch ihre Hochzeit mit einem Italiener und ihren Wegzug aus Deutschland 1936. Im selben Jahr erreichte sie in Cannes das Finale, schied jedoch in Paris früh gegen Colette Rosambert aus. Ihre Anmeldung in Wimbledon zog Aussem aufgrund einer Erkrankung zurück. Zum Ende des Jahres belegte sie in der deutschen Rangliste Position zwei hinter Hilde Krahwinkel.
1934 trat sie im Frühjahr nur noch bei Turnieren an der italienischen Riviera mit eher schwächerem Teilnehmerfeld, an. In Paris erreichte sie das Halbfinale, in dem sie der späteren Siegerin Margaret Scriven unterlag. Bei ihrem letzten Auftritt bei einem Grand-Slam-Turnier spielte sie sich in Wimbledon in diesem Jahr noch ins Viertelfinale vor, ehe sie dort gegen Helen Jacobs mit 0:6 und 2:6 verlor. Die Amerikanerin schrieb später über das Match: „Als wir uns das zweite und letzte Mal 1934 in Wimbledon trafen, war Cilli nicht mehr die gleiche wie 1931 […] Ich stand einer verblassenden Gegnerin gegenüber […] Ihre aggressive Spielweise war nicht mehr da und auch der Wille zum Sieg fehlte ihr.“
Am Ende des Jahres führte Aussem dennoch die deutsche Rangliste an, auch weil ihre stärkste Widersacherin, Hilde Krahwinkel, inzwischen einen Dänen geheiratet und die Staatsbürgerschaft gewechselt hatte. Arthur Wallis Myers nahm sie letztmals in seine Weltrangliste auf und setzte sie auf Platz neun. 1935 erreichte Aussem das Finale in Hamburg, das sie gegen Hilde Krahwinkel verlor. Am Ende des Jahres erklärte sie ihren Rückzug vom Turniertennis.

### Heirat und Leben nach dem Tennis
Am 12. März 1936 heiratete Aussem in der Münchner Dreifaltigkeitskirche den italienischen Diplomaten und Offizier Graf Fermo Murari Dalla Corte Brà. Paula von Reznicek zufolge soll Aussem den Grafen 1935 beim Skifahren am Kreuzeck bei Garmisch-Partenkirchen kennengelernt haben. Tatsächlich hatten sich beide aber schon Jahre zuvor bei einem italienischen Turnier getroffen und waren bereits seit 1933 verlobt.
Nur wenige Tage nach der Hochzeit übersiedelte das Ehepaar nach Ostafrika, da der Graf zunächst als Kampfpilot am Abessinienkrieg teilnahm und später dort als Diplomat diente, und ließ sich in Mombasa nieder. Während des dreijährigen Aufenthalts dort infizierte sich Aussem mit Malaria, die nicht mehr vollständig ausheilte. Des Weiteren ließ ihre Sehkraft immer stärker nach, und ihre Haut entwickelte eine Überempfindlichkeit gegenüber Sonnenstrahlung, so dass sie sich häufig in abgedunkelten Räumen aufhalten musste.
Nach der Rückkehr aus Afrika 1939 zog das Paar zunächst auf das Familienanwesen der Muraris, die Villa Tarika bei San Vigilio am Gardasee. Die letzten Jahrzehnte ihres Lebens verbrachte Aussem zurückgezogen und von ihrem immer schlechter werdenden Gesundheitszustand gezeichnet in Italien. Ihre Heimatstadt Köln besuchte sie nur noch wenige Male, zuletzt 1952. 1958 zog sie mit ihrem Mann an die „Blumenriviera“ nach Portofino, wo Aussem im März 1963 im Alter von 54 Jahren, fast völlig erblindet und von der deutschen Öffentlichkeit kaum beachtet, nach einer Leberoperation starb. Sie wurde auf dem Friedhof San Giorgio in Portofino beigesetzt.

## Würdigung
Zu ihrem Andenken werden die Mannschaftsmeisterschaften der Juniorinnen des Deutschen Tennis Bundes seit 1965 Cilly-Aussem-Spiele genannt.
Die Deutsche Bundespost legte am 5. Mai 1988 eine Briefmarke zu Ehren Cilly Aussems als Teil der Dauermarkenserie Frauen der deutschen Geschichte auf. Die Marke hatte einen Nennwert von zwanzig Pfennig und ist unter der Nummer 1365 katalogisiert.
Außerdem war bis Dezember 2002 ein ICE-Zugpaar der Deutschen Bahn auf der Verbindung Ruhrgebiet-Berlin nach ihr benannt. Zudem wurde sie 2008 in die neugegründete Hall of Fame des deutschen Sports aufgenommen.
2015 konnte ihr Biograph, Bernd Tuchen, von der Witwe der zweiten Frau Graf Fermos den Nachlass an Fotos, Pokalen und der Wimbledon-Medaille für ihren ehemaligen Verein erwerben, die nun dort ausgestellt werden.

## Titel

### Einzel
| Nr. | Jahr | Turnier                  | Finalgegner      | Ergebnis |
| --- | ---- | ------------------------ | ---------------- | -------- |
| 1.  | 1927 | Deutsche Meisterschaften | Ilse Friedleben  | 6:3 6:3  |
| 2.  | 1930 | Deutsche Meisterschaften | Hilde Krahwinkel | 6:2 6:4  |
| 3.  | 1931 | French Open              | Betty Nuthall    | 8:6 6:1  |
| 4.  | 1931 | Wimbledon Championships  | Hilde Krahwinkel | 6:2 7:5  |
| 5.  | 1931 | Deutsche Meisterschaften | Irmgard Rost     | 6:1 6:2  |

### Doppel
| Nr. | Jahr | Turnier                    | Partner        | Finalgegner                        | Endergebnis |
| --- | ---- | -------------------------- | -------------- | ---------------------------------- | ----------- |
| 1.  | 1930 | Queen’s Club Championships | Elizabeth Ryan | Simonne Mathieu Paula von Reznicek | 6:1 6:0     |

### Mixed
| Nr. | Jahr | Turnier                    | Partner     | Finalgegner                       | Endergebnis |
| --- | ---- | -------------------------- | ----------- | --------------------------------- | ----------- |
| 1.  | 1928 | Queen’s Club Championships | Wilbur Coen | Paula von Reznicek Norman Brookes | 6:4 8:6     |
| 2.  | 1928 | Deutsche Meisterschaften   | Ronald Boyd | Daphne Akhurst Edgar Moon         | 7:5 6:4     |
| 3.  | 1930 | French Open                | Bill Tilden | Eileen Bennett Henri Cochet       | 6:4 6:4     |